# سیارک ۹۱۰۰
سیارک ۹۱۰۰ (به انگلیسی: 9100 Tomohisa، نامگذاری:1996XU1) نه هزار و صدمین سیارک کشف شده‌است که در ۲ دسامبر ۱۹۹۶ کشف شد.
قدر مطلق سیارک برابر ۲۸.۲ است.